# روچی سویا
روچی سویا (انگلیسی: Ruchi Soya) شرکت خوشه‌ای هندی است، که در سال ۱۹۸۵ تأسیس شد.